# Eggenberg (Graz)
Pour les articles homonymes, voir Eggenberg.
Eggenberg est le 14e arrondissement de la ville autrichienne de Graz, capitale de la Styrie. Il est situé dans l’ouest de la ville. Il avait 21 245 habitants au 1er janvier 2020 pour une superficie de 7,79 km2.

## Histoire
Le quartier est nommé d'après les Eggenberg, une famille de la noblesse autrichienne et d'une famille princière d'origine bourgeoise. En 1625, ils y ont construit leur résidence, le château d'Eggenberg. Des découvertes indiquent un peuplement depuis le début de l'âge de pierre. À Algersdorf, on a trouvé deux cimetières de l'époque romaine. La Alte Poststraße remonte également à l'époque romaine. Au Moyen-Âge et jusqu'au 19e siècle, le paysage était marqué par l'agriculture et la viticulture sur les pentes du Plabutsch. Dans la localité de Baierdorf bei Graz, qui appartient aujourd'hui à Eggenberg, se trouvait le domaine de Baierdorf.
En 1850, la commune d'Eggenberg a été créée. Elle était divisée en trois communes cadastrales : Algersdorf, Baierdorf et Wetzelsdorf. Il y avait en outre les localités de Plawutsch et Krottendorf (aujourd'hui à Wetzelsdorf). La brasserie Reininghaus (à partir de 1853) ainsi que l'extension de la zone industrielle autour de la gare ont entraîné une transformation du village en commune ouvrière. Cela se manifeste également par le faubourg ouvrier de Neu-Algersdorf, construit à la fin du 19e siècle. Derrière le château d'Algersdorf se trouvait jusqu'à l'entre-deux-guerres l'auberge Zur Einsiedelei, dont le nom est encore rappelé par un chemin.
En 1906, Eggenberg fut élevé au rang de marché. Bien que Wetzelsdorf soit devenu indépendant en 1914, Eggenberg était la commune de marché la plus peuplée d'Autriche pendant l'entre-deux-guerres, avec plus de 15 000 habitants. Au cours de l'insurrection de février 1934, Eggenberg, dominé par les sociaux-démocrates et où se trouvait le siège de Konsum, a été le théâtre de combats acharnés entre les membres de la Ligue de protection républicaine d'une part et la Heimwehr et les soldats de l'armée fédérale d'autre part. Il y eut de nombreux morts et blessés et 130 prisonniers dans le seul bâtiment du Konsum.
Après l'annexion de l'Autriche en 1938, Eggenberg a été rattaché à Graz.
Dans le dernier tiers du 20e siècle, le quartier a été revalorisé, surtout dans le domaine social et scolaire : stade sportif ASKÖ, académie pédagogique (1969), grande piscine couverte et en plein air (1974), hôpital pour les accidents (1981), LKH - Graz West (2002).

## Lieux et monuments
On y trouve notamment le château d'Eggenberg et l'église Saint-Vincent.